# Kolej linowa Stresa - Mottarone
Kolej linowa Stresa – Mottarone (wł. Funivia Stresa-Alpino-Mottarone) – dwuodcinkowa gondolowa kolej linowa we Włoszech, łącząca miejscowość turystyczną Stresa (Piemont) ze szczytem Mottarone (Alpy Pennińskie), poprzez stację pośrednią Alpino. Otwarta 1 sierpnia 1970, a zamknięta 23 maja 2021.

## Konstrukcja
Kolej o łącznej długości 5371 m składa się z dwóch odcinków o następujących parametrach:
- odcinek dolny Stresa – Alpino: długość 2351 m, przewyższenie 598 m, czas przejazdu 10 minut, wagon 40-osobowy,
- odcinek górny Alpino – Mottarone: długość 3020 m, przewyższenie 582 m, czas przejazdu 10 minut, wagon 40-osobowy.

Stacja dolna w Stresie znajduje się na wysokości 205 m n.p.m. i jest usytuowana nad samym brzegiem jeziora Maggiore (nieopodal przystani Carciano). Stacja pośrednia (Alpino) znajduje się na wysokości 803 m n.p.m. przy ogrodzie botanicznym Alpinia. Stacja górna Mottarone zlokalizowana jest na wysokości 1385 m n.p.m., a zatem nie na samym wierzchołku tego szczytu (1492 m n.p.m.). Dotarcie na szczyt umożliwia wyciąg krzesełkowy Mottarone Vetta, z którego dookolna panorama obejmuje m.in. siedem jezior alpejskich i masyw Monte Rosa. Cały przejazd możliwy jest na podstawie jednego biletu "tam i z powrotem" (wł. andata e ritorno).

## Wypadki

### Rok 2001
12 lipca 2001 doszło do pierwszego wypadku kolei, gdy kabina z 40 pasażerami została zablokowana w połowie drogi odcinka dolnego, co wymagało interwencji służb ratowniczych.

### Rok 2021
W niedzielę, 23 maja 2021 (Zielone Świątki), o godzinie 12:22 jeden z wagonów kolei (nr 3) spadł na ziemię z wysokości ponad 20 metrów, około 100 metrów od stacji górnej, powodując czternaście zgonów wśród piętnastu pasażerów w wieku od dwóch do 81 lat (8 Włochów, 5 Izraelczyków i 1 Irańczyk).

## Galeria

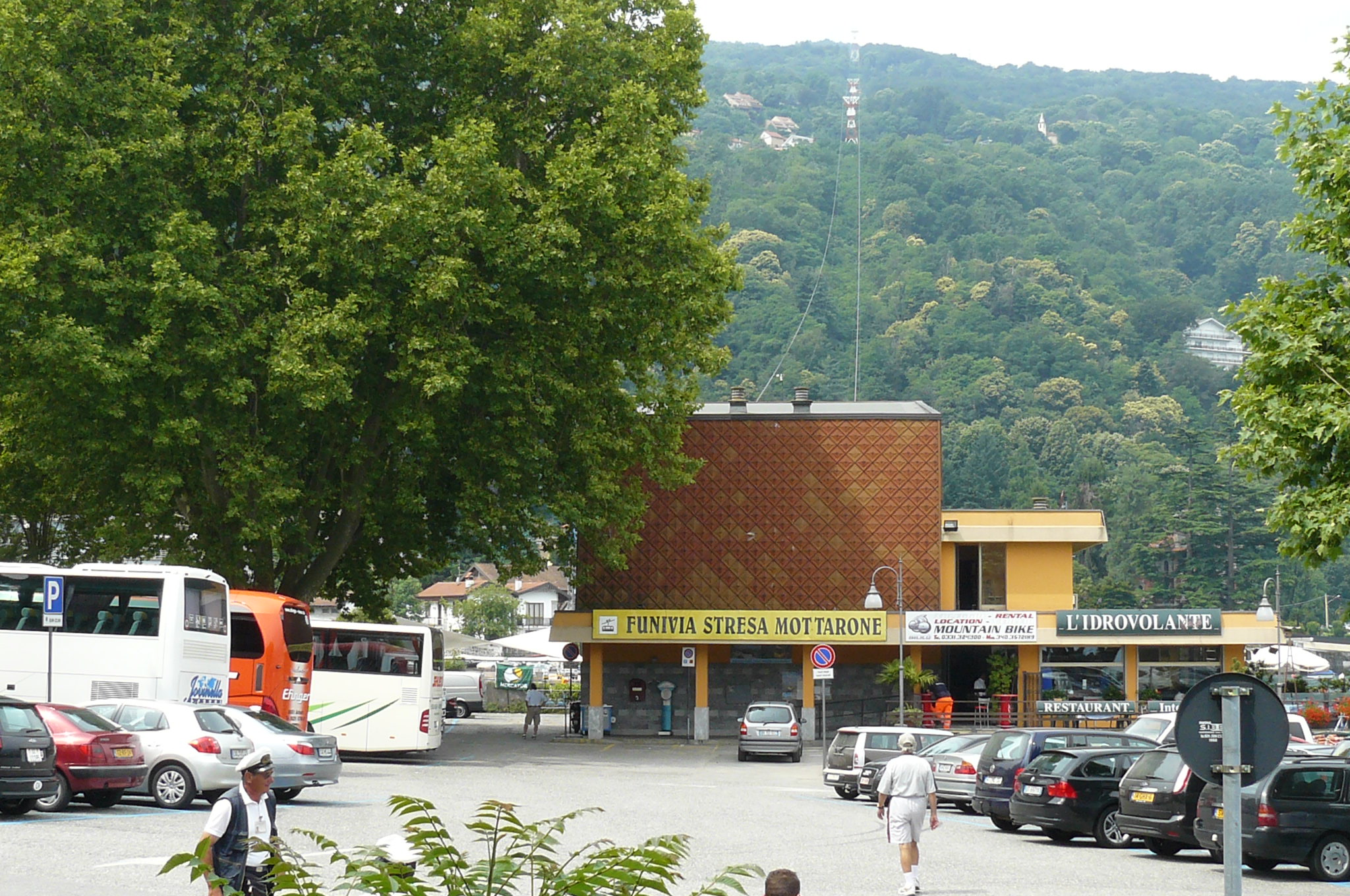
Stacja dolna (Stresa – przystań Carciano)
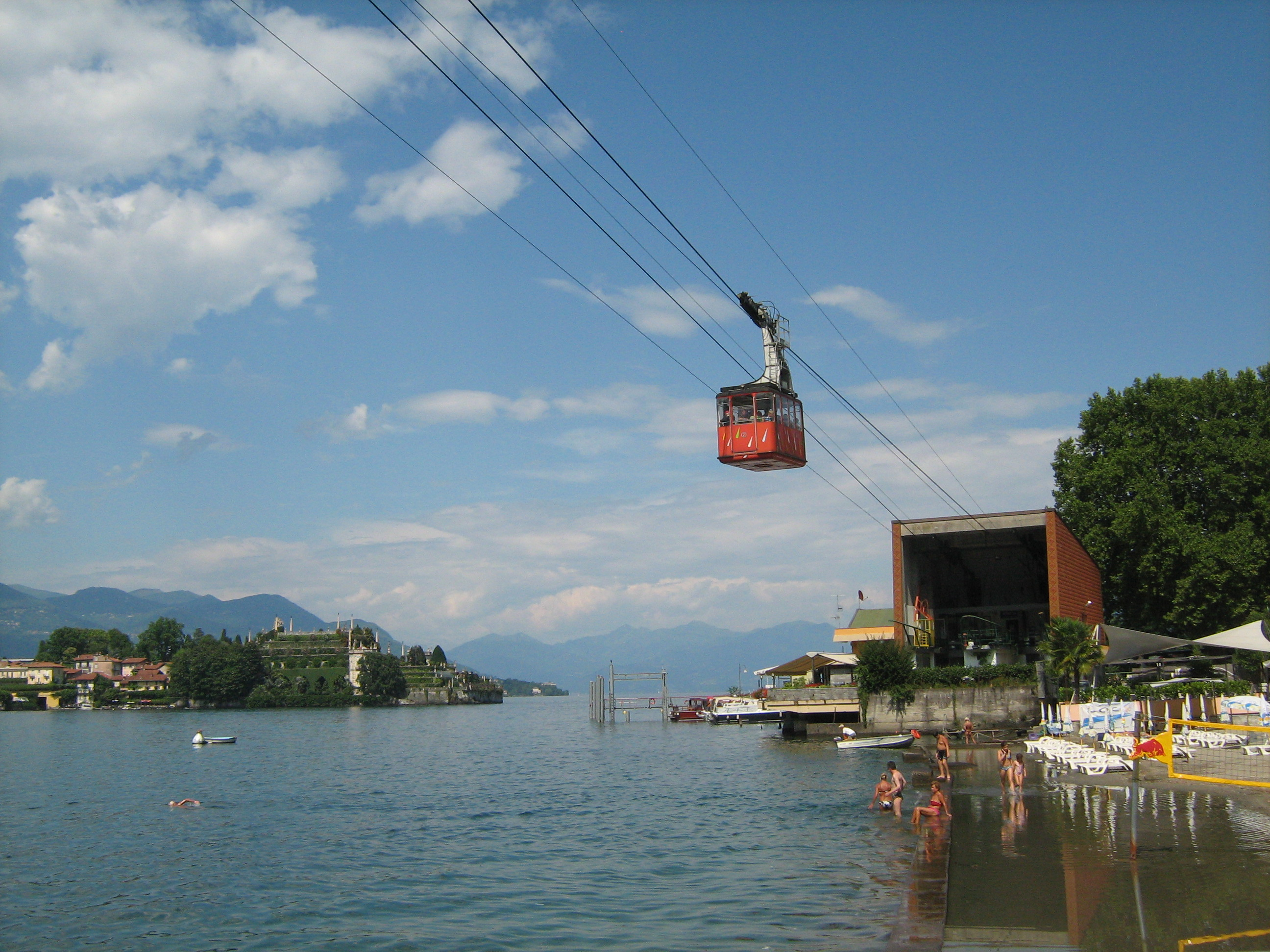
Przejazd nad jeziorem Maggiore
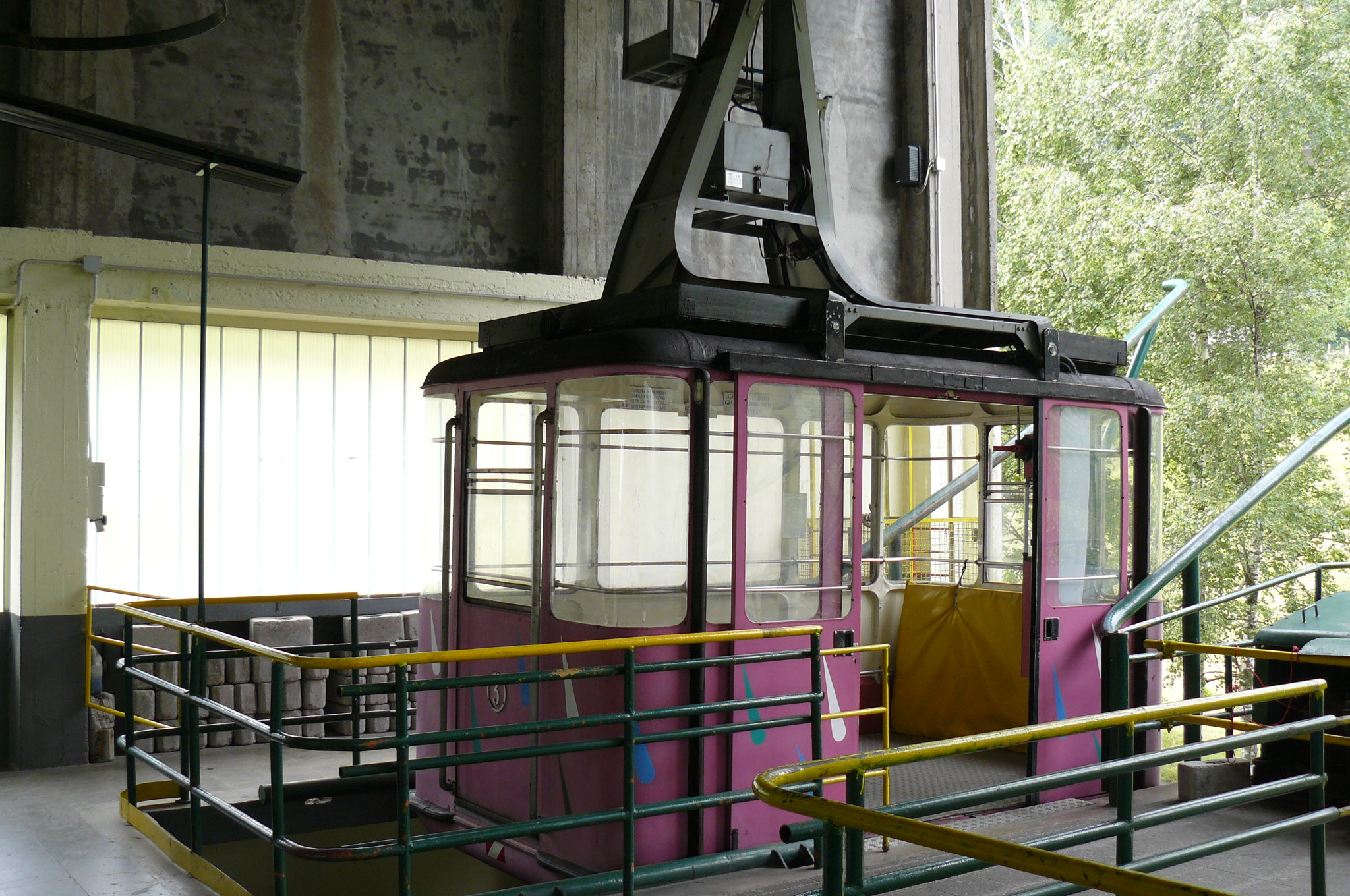
Stacja pośrednia Alpino
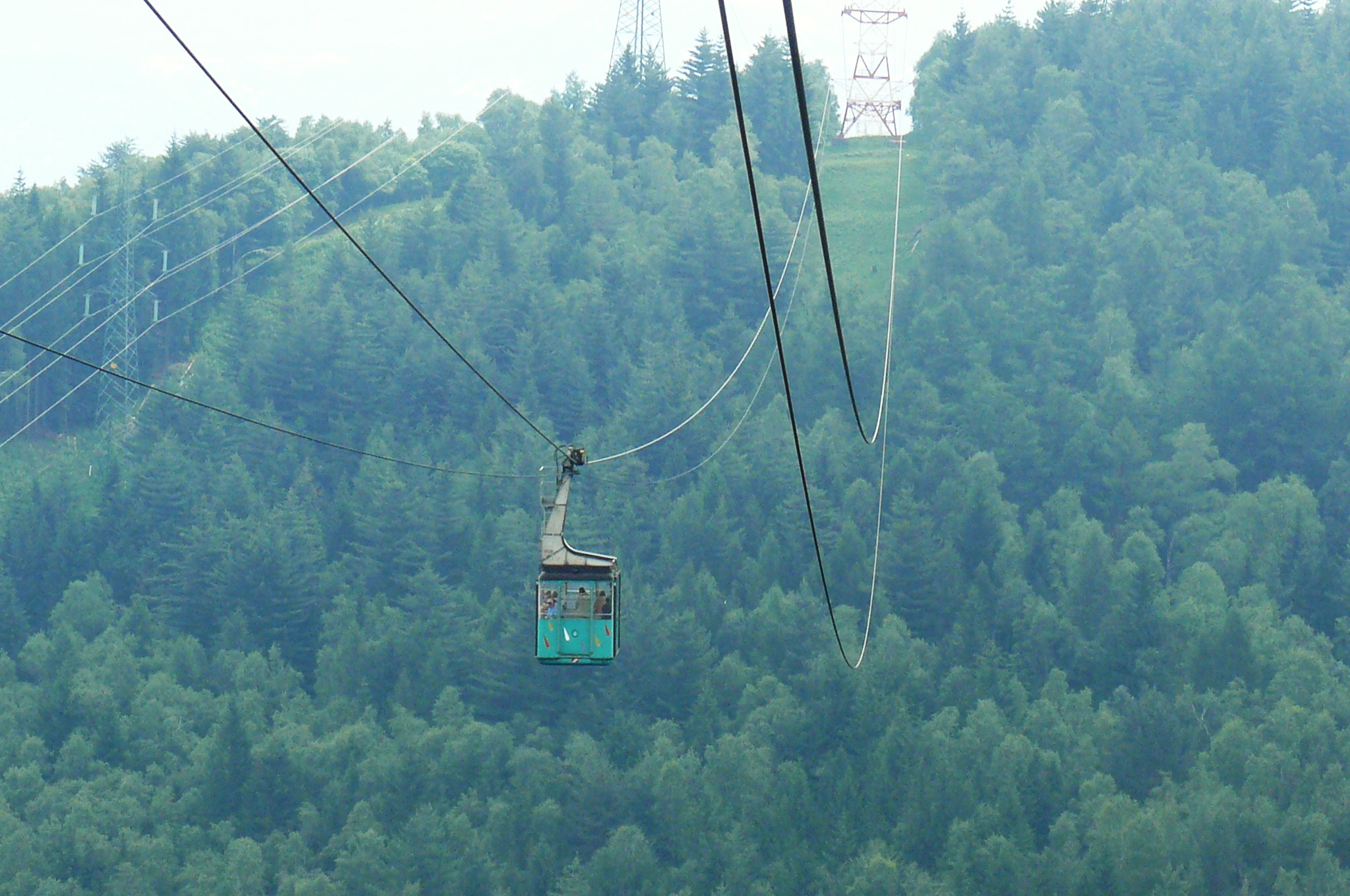
Odcinek górny na Mottarone
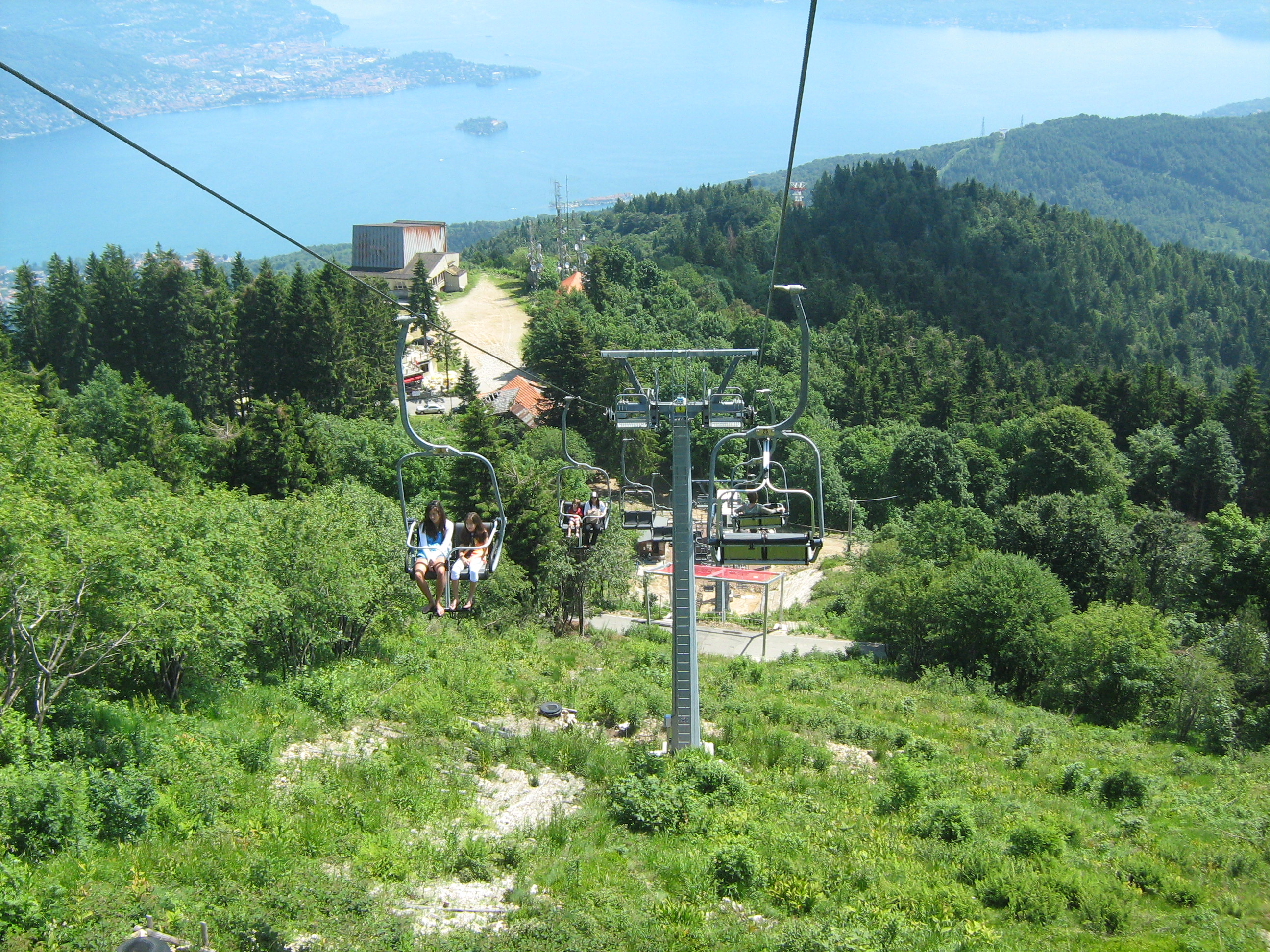
Wyciąg krzesełkowy Mottarone Vetta